# Aleuroclava fici
Aleuroclava fici là một loài côn trùng cánh nửa trong họ Aleyrodidae, phân họ Aleyrodinae.
Aleuroclava fici được Corbett miêu tả khoa học đầu tiên năm 1935.